# Сердюк Олександр Петрович
Олександр Петрович Сердюк (нар. 1906, Миколаїв, Російська імперія — пом. лютий 1965, Москва, СРСР) — радянський футболіст, нападник.

## Кар'єра гравця

Київське «Динамо» перед матчем із дніпропетровським. Зліва направо: Пржепольський, Сердюк, Бардадим, Малхасов, Синиця, Тютчев, Піонтковський, Печений, Бланк, Денисов, Ідзковський

Виступав за миколаївські команди «МСК», «Профінтерн», «Желдор», «Райком металістів». Виступав у збірній міста. У 1927 році в складі миколаївської команди став срібним призером чемпіонату УРСР. За підсумками турніру був включений до складу символічної другої збірної України. У наступному році Сердюк у складі миколаївців став бронзовим призером. У тому ж році на запрошення колишнього миколаївця Ассира Гальперіна відправився з іншими гравцями збірної міста Михайлом Печеним і Михайлом Денисовим у Тбілісі в напередодні створений клуб «Динамо».
В серпня 1928 роки після одного з перших матчів київського «Динамо», програного московським одноклубникам 2:6, кияни вирішили шукати посилення в клубах інших міст. Так Денисов, Печений і Сердюк одягли футболки київського клубу. У травні-червні 1931 року дев'ять динамівців були залучені до складу збірної Києва для участі в черговому чемпіонаті Української РСР, який відбувся в столиці радянської України — Харкові. У турнірі брали участь команди восьми міст. Кияни обіграли футболістів Дніпропетровська — 4:0, Кадіївки — 3:1, а в фіналі — збірну Харкова, чемпіона попередніх 6 розіграшів турніру, — 3:1. Вперше чемпіонами України стали кияни, а в їх складі Сердюк і Денисов.
У 1933 році в рамках першості ДСТ «Динамо» в Києві відбувся матч відкриття стадіону «Динамо». Сердюк був одним з учасників цієї історичної події.
На початку 1934 року повернувся до Миколаєва. У 1937 році в складі «Суднобудівника» дебютував у Кубку і в чемпіонаті СРСР. 24 серпня 1937 року в місті Іваново забив місцевому «Спартаку» перший гол «Суднобудівника» в чемпіонатах СРСР.
Перейшов на тренерську роботу. Очолював місцеву команду «Спартак». У 1948 році — «Суднобудівник». Як тренер «корабелів» не досяг успіху — під його керівництвом команда програла 6 матчів з 6, після чого Олександр Петрович був звільнений. Продовжив роботу в ДЮСШ міста Миколаєва. У 50-их роках тренував миколаївський «Будівельник», який завоював в 1954 році бронзу чемпіонату УРСР.

## Досягнення
- Чемпіонат Української РСР
  -  Чемпіон (1): 1931[5]
  -  Срібний призер (1): 1927
  -  Бронзовий призер (2): 1928, 1954 (як головний тренер)

## Смерть
Проживав в Миколаєві. Помер під час одної з тренерських нарад у Москві. Похований у Миколаєві.

## Прізвисько
За однією з версій, прізвисько «Шульц» Олександр отримав після виступу в миколаєвському цирку латиського борця середньої ваги Крістіана Вейланда-Шульца, який відзначався блискучою технікою.